# Pierre Longue (Cuguen)
Pour les articles homonymes, voir Pierre Longue.
Le menhir de Pierre Longue, appelé aussi Pierre Saint-Jaouan, est situé à Cuguen dans le département français d'Ille-et-Vilaine.

## Protection
L'édifice est classé au titre des monuments historiques en 1889.

## Description
Le menhir est un monolithe fusiforme en granite à petit grain, dont le gisement le plus proche est situé à 3 km, qui a fait l'objet d'un bouchardage.  Il mesure 6,50 m de haut pour 1,85 m au maximum de sa largeur. Son périmètre à la base atteint 7 m de large.
Le menhir a été christianisé par l'adjonction d'une croix sur son sommet.
Dans les champs voisins, plusieurs haches en pierre polie ont été retrouvées.

## Folklore
Selon une légende, le diable transportait sept pierres dans son sac, mais il perdit la plus petite qui se ficha en terre. Selon une variante de cette légende, le diable ne portait que deux pierres dans son sac et une troisième à la main qu'il jeta sur des chiens qui aboyaient après lui, et la pierre demeura en terre.